# Каменные Озёрки
Каменные Озёрки — деревня в Рассказовском районе Тамбовской области России. Входит в состав Новгородовского сельсовета.

## География
Находится в центральной части региона, в лесостепной зоне, в пределах Тамбовской равнины, на берегах реки Пичера, запруженной вблизи деревни (Аэродромный пруд), в 8 км от центра сельского Совета.

### Климат
Климат характеризуется как умеренно континентальный, с относительно жарким летом и холодной продолжительной зимой. Среднегодовая температура воздуха — 5,4 °С. Средняя температура воздуха самого тёплого месяца (июля) — 19,9 °C (абсолютный максимум — 38,4 °С); самого холодного (января) — −10 °C (абсолютный минимум — −36,9 °С). Безморозный период длится 145—155 дней. Длительность вегетационного периода составляет 180—185 дней Среднегодовое количество атмосферных осадков составляет 525 мм, из которых 342 мм выпадает в период с апреля по октябрь. Снежный покров образуется в последней декаде ноября — начале декабря и держится в течение 125—130 дней.

## История
Деревня впервые упоминается а документах ревизской сказки 1868 года под названием «Деревня Каменные Озерки». Принадлежала, как сказано в документе, «малопоместным господам Ланским». Здесь проживали крепостные крестьяне помещиков Ланских численностью 152 человека мужского пола и 154 женского пола (домов насчитывалось 38).
Среди домохозяев-крестьян были: Сорокин Василий, Князьков Сергей, Куликов Матвей, Куликов Иван, Лысанкин Данил, Базыкин Никита, Сурков Емельян (много Князьковых). В переписной книге указано, что большинство крестьян переведены из деревень Каширки и Мельничного поселка Кирсановского уезда в 1852 году.

## Население
| 2010 |
| ---- |
| 272  |

### Историческая численность населения
В 1911 году мужского пола — 373, женского пола — 344 человека.

## Инфраструктура
Было развито личное приусадебное хозяйство. В 1911 году было 87 крестьянских дворов. На ноябрь 2021 года домовладений нет. Обслуживает деревню почтовое отделение 393257, расположенное в городе Рассказово.

## Транспорт
Деревня доступна по просёлочной дороге.